# Соколов, Юрий Михайлович (конструктор)
Ю́рий Миха́йлович Соколо́в (1929—1986) — конструктор стрелкового вооружения, работавший в Тульском ЦКИБ СОО.

## Биография
Юрий Михайлович Соколов родился 28 декабря 1929 года в городе Наро-Фоминске Московской области в семье служащего.
- 1948 год — поступил в Московское высшее техническое училище им. Баумана.
- 1954 год — получил диплом с отличием по специальности «Машиностроение», квалификация: инженер-механик.
  - Тогда же был направлен на работу в ЦКБ-14 (город Тула).
- 1953—1958 года — совместно с Григорием Ивановичем Никитиным работали над созданием единого пулемёта.
  - 1958 год — 7,62-мм единый пулемёт ТКБ-521 проходил войсковые испытания и получил положительную оценку, после чего была изготовлена большая серия пулемётов.
  - март 1961 года — были проведены испытания пулемёта ТКБ-521, облегченного до 7,4 кг; результаты — положительные.
- 1962—1967 годы — В отделе, руководимом Г. И. Никитиным, совместно с Ю. М. Соколовым и В. С. Дегтярёвым был разработан 7,62-мм легкий единый пулемет ТКБ-015, различные конструкции станков, сошек, легкой звеньевой ленты закрытого типа (стальной и пластмассовой), патронные коробки.
- 1968—1972 годы — был разработан пулемёт НСВ-12,7, конструкции Никитина, Соколова-Волкова
  - пулемёт был принят на вооружение в 1972 году.
- 1979 год — уволен из ЦКИБ СОО как инвалид 2 группы.
- март 1986 года — Юрий Михайлович умер.

### Семья
- Отец: Михаил Георгиевич, техник в конторе связи.
- Мать: Вера Алексеевна, умерла в 1935 г.
- Мачеха: Ольга Алексеевна.

## Награды
- Орден Трудового Красного Знамени
- лауреат премии им. С. И. Мосина.